# Phong trào Văn Thân
Phong trào Văn Thân là một phong trào quần chúng do các nho sĩ Việt Nam lãnh đạo với mục tiêu "bình Tây, sát tả" (nghĩa là: "dẹp người Pháp, giết người Công giáo") để cứu nước. Phong trào này bùng phát dữ dội tại Nghệ An và Hà Tĩnh do tú tài Trần Tấn và học trò của ông là tú sinh Đặng Như Mai lãnh đạo năm 1874. Phong trào Văn Thân tự phát mà không có lệnh chính thức của vua, cho đến năm 1885 thì nó nương theo nghĩa khí của Phong trào Cần Vương do Phụ chánh đại thần Tôn Thất Thuyết nhân danh vua Hàm Nghi phát động. Nhưng có ý kiến cho rằng vì Văn Thân quá tay tàn sát bừa bãi người Công giáo cho nên về sau, Phong trào Cần Vương đã loại Văn Thân ra khỏi công cuộc kháng chiến chống Pháp của họ.

## Lực lượng
Văn Thân là tên ghép hai chữ Nho "Văn" (文) nghĩa là "chữ", chỉ những người có học thức (ở đây là Nho học) và "Thân" (紳) nghĩa là dải thắt lưng bằng lụa của các viên chức nhỏ thời xưa. Như vậy, lực lượng chính của Văn Thân là giới trung gian giữa nhà cầm quyền phong kiến với dân chúng, bao gồm các sĩ tử, các nhân sĩ hay thân sĩ. Họ biết chữ Nho nên có khả năng đọc và hiểu được các lệnh, yết thị của triều đình để truyền đạt lại cho dân chúng nên nhìn chung họ được lòng dân chúng.
Sĩ tử thực ra là những khóa sinh theo đường cử nghiệp. Khóa sinh đã từng đi thi mà chưa đậu đạt gì thì gọi là thí sinh hay thầy khóa. Đậu Nhất trường thì kể như chưa có tên gọi. Đậu Nhị trường có thể gọi là Nhị trường. Đậu Tam trường thì mới được gọi là tú tài. Dù đã đậu Tú tài, việc học vẫn còn dở dang, chưa xem là đã xong nợ đèn sách, chưa đủ điều kiện để ra làm quan (cử nhân) nên dân chúng gọi các thí sinh đậu Tú tài là "ông tú" hay "thầy đồ". Các ông tú này là thành phần lãnh đạo chính yếu của Phong trào Văn Thân.
Các cử nhân đã nhận quan tước thường không được liệt vào danh sách Văn Thân mặc dù có người có chính kiến giống như giới Văn Thân là thù Tây, ghét đạo Công giáo, nhưng vì quyền lợi và chức tước địa vị, cho nên thái độ và hành động chính trị của họ không rõ ràng, có khi giống, có khi không giống giới Văn Thân.

## Thái độ đối với Công giáo
Trong một bài hịch của phong trào Văn Thân có viết:
| “ | Than ôi, đạo dối Giêsu đã xâm nhập vào nước ta, lời cầu nguyện của họ chỉ tin vào chúa Trời và Thánh Thần. Giáo lý của họ dạy rằng trên trái đất này chẳng có vua, chẳng có cha mẹ. Lập luận của họ vừa vô lý vừa ngược đời: Tư cách của họ đầy rẫy sự kiêu ngạo. Họ cướp đoạt đất đai phì nhiêu để xây dựng nhà thờ cho đạo dối. Về mặt đạo lý họ tìm cách làm băng hoại nước ta để biến nước ta thành Công giáo. Họ làm nhục đạo lý Khổng Mạnh. | ” |

## Nhận xét
Giáo sư Trần Văn Giàu thì nhận xét: "Không thể chối cãi rằng phong trào 1874 ở Nghệ Tĩnh là phong trào yêu nước, do Văn Thân yêu nước khởi xướng. Nhưng cũng không thể chối cãi rằng các nhà Văn Thân yêu nước đã làm những điều rất sai chính trị khi họ xem việc "sát tả" là điều kiện thứ nhất của việc "bình Tây", không biết phân biệt giáo dân bình thường và những giáo sĩ làm tay sai cho giặc Pháp. Họ vơ đũa cả nắm, và vô tình họ đẩy tất cả những người đạo đồ Thiên Chúa qua một bên, bên giặc Pháp. Họ đặt nhiệm vụ "gìn giữ văn minh Nho giáo" cho cuộc vận động, như thế là bó hẹp quá, là hạn chế quá cái ý nghĩa của cuộc vận động, ý nghĩa đó là cứu nước Việt Nam, chớ nào chỉ bảo vệ riêng một đạo nào, bất kỳ Nho giáo, hay Phật giáo, hay Lão giáo. "Bình Tây" chỉ chắc mọi người dân đồng ý, còn "sát Tả" thì vị tất người dân thường đã nhất trí bằng lòng; các nhà Văn thân khởi nghĩa vô hình trung đã tự cô lập mình, càng dễ bị triều đình đánh dẹp."